# Gyralina hausdorfi
Gyralina hausdorfi е изчезнал вид коремоного от семейство Pristilomatidae. Видът е установен в близост до град Кардица в дълбочена сред варовикови скали. Вероятно е унищожен след изграждането на бунище в района на единственото находище в периода 1990 – 1995 г.